# Gewichtung
Unter Gewichtung (auch Wichtung, Wägungsschema) versteht man die Bewertung einzelner Einflussgrößen eines mathematischen Modells beispielsweise hinsichtlich ihrer Wichtigkeit oder Zuverlässigkeit. Sie führt dazu, dass wichtigere oder zuverlässigere Elemente größeren Einfluss auf das Ergebnis haben.

## Beispiel
Für den Eintritt in ein technisches Gymnasium hat die Punktzahl in Mathematik eine größere Bedeutung als die Punktzahl in Geschichte. Wenn nun der Durchschnitt bestimmt wird, werden die zwei Punktzahlen nicht einfach zusammengezählt und durch 2 geteilt, sondern zuerst werden beide Punktzahlen mit einem Gewichtungsfaktor (kurz: Gewicht) multipliziert, und erst dann zusammengezählt und durch die Summe der Gewichte geteilt.
Beispielsweise wird für das technische Gymnasium die Punktzahl in Mathematik mit dem Gewicht 2 multipliziert, die Punktzahl in Geschichte mit dem Gewicht 1.
Schüler A
Wenn Schüler A 80 Punkte in Mathematik und 40 Punkte in Geschichte hat, dann werden die 80 Punkte in Mathematik multipliziert mit dem Gewicht 2. Daraus ergibt sich eine gewichtete Punktzahl von 160. Die 40 Punkte in Geschichte werden multipliziert mit dem Gewicht 1. Daraus ergibt sich eine gewichtete Punktzahl von 40. Die beiden gewichteten Punktzahlen werden zusammengezählt und durch 3 (Summe der Gewichte) geteilt, damit ergeben sich (160 + 40) : 3 = 200 : 3 = 66,6 gewichtete Punkte.
Schüler B
Wenn Schüler B 40 Punkte in Mathematik und 80 Punkte in Geschichte hat, dann werden die 40 Punkte in Mathematik multipliziert mit dem Gewicht 2. Daraus ergibt sich eine gewichtete Punktzahl von 80. Die 80 Punkte in Geschichte werden multipliziert mit dem Gewicht 1. Daraus ergibt sich eine gewichtete Punktzahl von 80. Die beiden gewichteten Punktzahlen werden zusammengezählt und durch 3 geteilt, also (80 + 80) : 3 = 160 : 3 = 53,3 gewichtete Punkte.
Ergebnis
Schüler A hat 66,6 gewichtete Punkte,
Schüler B hat 53,3 gewichtete Punkte,
Schüler A hat also bessere Chancen im technischen Gymnasium aufgenommen zu werden.
Würde man Mathematik nicht mit Faktor 2, sondern mit dem Faktor 1 wie Geschichte gewichten,
dann hätten beide die gleichen Chancen, nämlich (80 + 40) : 2 = 60 Punkte.

## Bestimmung des Gewichtungsfaktors
Entscheidend für die Qualität des gewichteten Wertes ist die Angemessenheit des Gewichtungsfaktors. Dieser kann (wie im obigen Schulbeispiel) willkürlich festgelegt werden: Wenn Geschichte ein Gewicht von 1 hat, und Mathematik ein Gewicht von 2 – welches Gewicht soll dann das Fach Geografie bekommen – eher 1,8 oder eher 2,2? Oder beim Vergleich von Strom aus dem Kernkraftwerk und Strom aus dem Kohlekraftwerk: welches Gewicht bekommen die Werte „Strompreis“ bzw. „Abgase“ oder „Atommüll“?
Je nach politischem und wirtschaftlichem Interesse bzw. technischer/physikalischer/mathematischer Gegebenheit werden einzelne Werte unterschiedlich gewichtet. Dadurch werden komplett unterschiedliche Gesamtergebnisse erzeugt. Gewichtete Ergebnisse sind nur mit Kenntnis der dahinter stehenden politischen und wirtschaftlichen Interessen bzw. technischer/physikalischer/mathematischer Gegebenheit verständlich und bewertbar. Das gilt auch für gewichtete Werte, hinter denen komplizierte statistische Berechnungen stecken.

## Berechnung
Der gewichtete Mittelwert wird folgendermaßen errechnet:
| Wenn die Daten    | {\displaystyle x_{1},x_{2},x_{3},\ldots ,x_{n}}                  |
| mit den Gewichten | {\displaystyle g_{1},g_{2},g_{3},\ldots ,g_{n}} versehen werden, |

so errechnet sich der gewichtete Mittelwert zu
{\displaystyle m={\frac {\sum _{i}x_{i}g_{i}}{\sum _{i}g_{i}}}={\frac {x_{1}\cdot g_{1}+x_{2}\cdot g_{2}+\dotsb +x_{n}\cdot g_{n}}{g_{1}+g_{2}+\cdots +g_{n}}}}.
Die Standardabweichung beträgt {\displaystyle \textstyle \sigma _{m}={\sqrt {\frac {\sum _{i}g_{i}\sigma _{i}^{2}}{(\sum _{i}g_{i})-1}}}} mit {\displaystyle \textstyle \sigma _{i}=m-x_{i}}.
Beispiel: Ein Lehrer gewichtet die dritte von 4 Klassenarbeiten doppelt.
| Noten:                    | {\displaystyle 2,\,4,\,3,\,2}                                                                                |  |
| Gewichte:                 | {\displaystyle 1,\,1,\,2,\,1}                                                                                |  |
|                           | |  |
| gewichteter Mittelwert:   | {\displaystyle {\frac {1\cdot 2+1\cdot 4+2\cdot 3+1\cdot 2}{1+1+2+1}}={\frac {14}{5}}={\underline {2{,}8}}}  |  |
| ungewichteter Mittelwert: | {\displaystyle {\frac {1\cdot 2+1\cdot 4+1\cdot 3+1\cdot 2}{1+1+1+1}}={\frac {11}{4}}={\underline {2{,}75}}} |  |

Durch die Gewichtung der Note 3 mit einem höheren Wert als die übrigen Noten verschiebt sich der Mittelwert nach oben (zur höheren Zahl hin).

## Typen von Gewichten
Man unterscheidet mehrere Typen von Gewichten:

### Empirische Unterscheidung
- Designgewichtung: Abbildung disproportional geschichteter Stichprobenziehungen.
- Redressment (auch Nachgewichtung): Nachträgliche Anpassung an bekannte Randverteilungen, z. B. bei systematischen Verzerrungen der Stichprobe durch nichtzufällige Ausfälle.

### Mathematische Unterscheidung
- Häufigkeits-Gewichte (Frequency-Weights): Gewichte, die angeben, wie oft eine Beobachtung (Ausprägung) im Datensatz vorkommt.
- Analytische Gewichte (Analytic Weights): Gewichte, die angeben, wie viele Fälle einem Aggregatmerkmal zuzurechnen sind. Es handelt sich um Häufigkeitsgewichte mit Normierung auf die Stichprobengrösse.
- Wahrscheinlichkeits-Gewichte (Probability-Weights): Gewichte, die berücksichtigen, welche Auswahlwahrscheinlichkeit eine Beobachtung hat. Es handelt sich um die Inverse der Auswahlwahrscheinlichkeit
- Importance-Weights

## Anwendung

### Gewichtung unregelmäßig durchgeführter Messungen
Werden Messungen in ungleichmäßigen Abständen durchgeführt, verschieben sich die Messergebnisse fälschlicherweise in Richtung der höheren frequentierten Messungen. Beispiel: Der pH-Wert eines Sees wird normalerweise einmal jährlich gemessen und bleibt fünf Jahre lang konstant bei 7,0. Dann wird im sechsten Jahr ein pH-Wert von 9,0 gemessen, woraufhin auf tägliche Messung umgestellt wird. Nun wird 15 Tage lang täglich ein pH-Wert von 9,0 gemessen. Der (ungewichtete) Durchschnitts-pH-Wert dieses Sees würde dann fälschlicherweise zu 8,5 bestimmt, obwohl der See über den längsten Zeitraum einen pH-Wert von 7,0 hatte. Gewichtet man die jährlichen Messungen hingegen entsprechend höher (365 mal so hoch) wie die täglichen Messungen, ergibt sich ein gewichteter Durchschnitts-pH-Wert von 7,02, was die Realität besser beschreibt.

### Gewichtung von statistisch streuenden Größen
Ist bei physikalischen Größen die Streuung jedes Wertes bekannt, so ist es angebracht, bei der Berechnung des Mittelwertes die Werte gemäß ihrer Streuung zu gewichten. Besitzt der {\displaystyle i}te Wert die Streuung {\displaystyle \sigma _{i}^{2}}, so ist die zugehörige Gewichtung {\displaystyle g_{i}={\tfrac {1}{\sigma _{i}^{2}}}}, die Standardabweichung vereinfacht sich zu {\displaystyle \sigma _{m}={\tfrac {1}{\sqrt {\sum _{i}{\tfrac {1}{\sigma _{i}^{2}}}}}}}.

### Gewichtung von Messgrößen
In der Messtechnik kann es angebracht sein, verschiedene Messwerte mit den Kehrwerten ihrer Unsicherheiten zu gewichten. Hierdurch wird erreicht, dass bei weiteren Berechnungen Werte mit kleineren Unsicherheiten entsprechend stärker gewichtet werden.

### Wirtschaft
Im volkswirtschaftlichen Bereich finden Wägungsschemata insbesondere Anwendung bei der Berechnung von Warenkörben (und somit Preisindizes) sowie effektiven Wechselkursen.

### Prüfungen
Wenn eine Prüfung aus mehreren Fächern besteht und ein Gesamtergebnis der Prüfung gebildet werden muss, werden die Einzelergebnisse der Fächer häufig mit einer bestimmten Gewichtung zusammengefasst. Für Abschlussprüfungen in anerkannten Ausbildungsberufen gibt in Deutschland meistens die Ausbildungsordnung für den Beruf die Gewichtungsfaktoren vor, in Einzelfällen greift auch die jeweilige Prüfungsordnung.

### Gewichtung von Merkmalen
Bei maschinellem Lernen besteht die Aufgabe darin, eine Entscheidungsfunktion zu erlernen, die anhand von Merkmalen eine Antwort berechnet. Viele Modelle wie beispielsweise das Perzeptron erlernen hierbei eine Gewichtung der Eingangsmerkmale, die angeben, wie stark welche Merkmale für die jeweiligen Antworten sprechen (Gewichtete Summe). Bei komplexeren, nichtlinearen Modellen wie neuronalen Netzwerken findet eine Gewichtung der unterschiedlichen Merkmale innerhalb mehrerer aufeinanderfolgender sogenannter „verstecker Schichten“ statt. Die Werte der gelernten Gewichte können nicht mehr ohne Weiteres der Wichtigkeit einzelner Merkmale zugeordnet werden. Mit der Interpretierbarkeit solcher Modelle beschäftigt sich die Explainable Artificial Intelligence.